# روجر بيترسون (طيار)
روجر بيترسون (بالإنجليزية: Roger Peterson)‏ هو طيار أمريكي، ولد في 24 مايو 1937، وتوفي في 3 فبراير 1959.